# ドノルド・ブラッドフォード・ラウリー
ドノルド・ブラッドフォード・ラウリー（Donold Bradford Lourie, 1899年8月22日 - 1990年1月15日）は、アメリカ合衆国の実業家、政治家。クエーカーオーツカンパニー社長を長年にわたって務め、その他複数の企業でも幹部を務めた。アイゼンハワー政権では総務担当国務次官。学生時代はプリンストン大学でアメリカンフットボールをプレーし、1974年にカレッジ・フットボール殿堂入りした。

## 生い立ち
1899年8月22日、アラバマ州ディケーターにて誕生。イリノイ州ペルーで育ち、ラサール＝ペルー高校を経て、フィリップス・エクセター・アカデミーに入学。

## アメリカンフットボール
ラウリーは青年時代をアメリカンフットボールに費やし、主にクォーターバックのポジションでプレーした。

### 高校時代
高校時代は、フィリップス・エクセター・アカデミーの選手としてプレー。1916年11月、伝統のアンドーヴァー戦においては、決勝のタッチダウンを決めた。この試合では第4クォーターの最初のプレーにて、左サイドでエンドゾーンまでの33ヤードの距離を一気に駆け上がり、この試合における唯一の得点を挙げた。

### 大学時代
大学はプリンストン大学に進学し、アメリカンフットボールと陸上競技をプレー。陸上競技者としては、イギリスで開催された走幅跳の大会で優勝した。アメリカンフットボール選手としては、1920年のオールアメリカン選手に選出された。
1920年のイェール大学戦では勝利の立役者となり、プリンストンの先輩スタン・ケックは「私のキャリアの中で最も興奮する光景がもたらされ、私の心に強く残った」と後に記した。この試合では、プリンストンは苦戦を強いられ3-0で迎えた第2クォーター終了間際のフォースダウン時、イェール大学側40ヤードラインからのフィールドゴールを試みようとした。キッカーにはケックが入り、ホルダーにラウリーが入った。ここでイェール大学の選手がキックをブロックするプレーに入ったため、ラウリーはキッキングのフェイクを行った。ラウリーはボールをそのままキープして走り出した。ケックはラウリーをサポートするブロックに入り、ラウリーはエンドゾーンまで一気に走り抜けた。プリンストンはその後リードを広げ、最終的に20-0で勝利した。プリンストンは1920年のシーズンを6勝1分で制覇した。ウォルター・キャンプはラウリーについて「常人よりもわずかに目立っており、相手のあらゆる弱点を見つけ出した」と述べた。
1921年シーズン、ラウリーは怪我のため前半戦を棒に振った。ラウリーは1922年に級長としてプリンストン大学を卒業。彼はNFL加入間もないシカゴ・ベアーズから入団のオファーを受けたが、彼はそれを辞退。母校プリンストンにバックスのコーチとして残った。

### 栄誉
ラウリーはジュニアチームとシニアチームの両方で、ポウ記念杯を受賞した。ラウリーは1948年にプリンストン歴代選手による最高チームのメンバーに選出された。1964年にはナショナル・フットボール財団が彼の生涯の功績を讃え、ゴールドメダルを授与した。1974年にカレッジ・フットボール殿堂入り。プリンストン大学は彼の栄誉を讃え、毎年最も優秀な新人に授与するドノルド・B・ラウリー賞を創設した。

## 職業経歴
ラウリーはクエーカーオーツカンパニーに就労。1923年にメアリー・エドナ・キングと結婚し、1男をもうけた。ラウリーは1947年にクエーカーオーツカンパニー社長に就任。1953年、ドワイト・アイゼンハワー大統領はラウリーをアメリカ合衆国国務次官（総務担当）に指名。彼はクエーカーオーツを一旦離れ、主に国務省で組織再編について監督する任務を遂行した。クエーカーオーツには1954年に復帰。1956年に最高経営責任者に就任。1961年に会長に就任。また同時期、イリノイ・セントラル・インダストリーズ、インターナショナル・ペーパー、インターナショナル・ハーヴェスター、ノーザン・トラストでも幹部を務めた。彼は1970年にクエーカーオーツを引退し、フロリダ州ロングウッドに隠居。1990年1月15日にイリノイ州ウィルメットで死去。